# Grizzlies Torino 48 Baseball Club
Il Grizzlies Torino 48 Baseball Club è un club italiano di baseball di Torino.
Milita nella massima categoria del campionato italiano.

## Storia
I Campidonico Grizzlies Torino sono una squadra di baseball con una storia che risale al 1984, quando furono fondati come "Di Falco's Grizzlies" da Mario Pogliano, adottando l'orso bruno americano come simbolo. 
Nel 2000, i Di Falco's Grizzlies si fusero con il Torino 48 Baseball Club, dando vita all'attuale A.S.D. Grizzlies Torino 48. 
Nel 2021, la squadra ha raggiunto un traguardo significativo partecipando per la prima volta al massimo campionato italiano di baseball, la Serie A. 
La partnership con Eredi Campidonico S.p.a. ha portato alla denominazione attuale di "Campidonico Grizzlies Torino". 
Oltre all'attività agonistica, la società è impegnata in progetti sociali, come "Casa base B5", rivolto a bambini con spettro autistico, in collaborazione con l'ASL di Torino. 
Per la stagione 2024, i Campidonico Grizzlies Torino parteciperanno nuovamente alla Serie A del campionato italiano di baseball.